# Wikipedia tiếng Napoli
Wikipedia tiếng Napoli là một phiên bản Wikipedia, một bách khoa toàn thư mở.